# Dancehall
Dancehall é um gênero musical e uma dança popular jamaicana criado no fim da década de 1970. O estilo moderno do dancehall é híbrido e se caracteriza por apresentar um DJ ou um “MC-jay” que canta e produz as próprias batidas (o chamado "riddim"), com colagens de reggae ou com recursos musicais originais. Geralmente, são abordados temas de rude boys. A estrutura musical é enraizada no reggae, embora os ritmos digitais o tornem consideravelmente mais rápido. 
A princípio, era um subgénero mais escasso e menos político e religioso do reggae do que o estilo reggae roots, que dominou a maior parte da década de 1970.
Em meados dos anos 80, o instrumental ficou mais digital mudando o som consideravelmente. Com o tempo o dancehall digital (popularmente conhecido por ragga) foi cada vez mais sendo caracterizado por ritmos mais acelerados com pouca conexão com os ritmos do início do reggae. Pelos anos 90, o cruzamento do dancehall com muitos gangsta rap era comum.

## História
O termo dancehall veio dos espaços onde os sound systems realizavam suas festas e tocavam as gravações populares jamaicanas. Essas festas eram chamadas de "dance halls". Mudanças políticas e sociais no final dos anos 70 na Jamaica se refletiram em um distanciamento do reggae roots mais internacionalizado em vista a um estilo mais orientado ao consumo local. Nessa altura, o governo socialista (PNP) foi substituído por um governo de direita (JLP). Assim, temas de injustiça social, repatriação e de temática rastafári foram ofuscados por letras sobre festas, violência e sexualidade explícita. Musicalmente, antigos ritmos (instrumentais chamados "riddims") do final dos anos 60 foram reciclados, sendo Sugar Minott creditado como o criador dessa tendência quando ele gravou novas letras em riddims antigos do Studio One, entre suas sessões de gravação onde trabalhava como músico de estúdio. No mesmo período o produtor Don Mais estava refazendo antigos riddims no Channel One Studios, usando a banda Roots Radics. A banda viria a trabalhar com Henry "Junjo" Lawes em algumas das principais gravações do princípio do dancehall, incluindo algumas que estabeleceram Barrington Levy, Frankie Paul e Junior Reid como grandes astros do reggae. Outros cantores que também emergiram no início da era do dancehall como grandes astros foram Don Carlos, Al Campbell e Triston Palmer, enquanto outros cantores de nomes mais sólidos como Gregory Isaacs e Bunny Wailer se adaptaram ao estilo com sucesso.
Os sistemas de som logo capitalizaram em cima desse novo som, tais como Killimanjaro, Black Scorpio, Gemini Disco, Virgo Hi-Fi, Volcano Hi-Power e Aces International, que também apresentaram uma nova onda de deejays. Os antigos toasters (improvisadores de rimas) foram ultrapassados por novos astros como Captain Sinbad, Ranking Joe, Clint Eastwood, Lone Ranger, Josey Wales, Charlie Chaplin, General Echo e Yellowman, uma mudança que se refletiu no álbum A Whole New Generation of DJs. produzido por Junjo Lawes em 1981, embora muitos deles tenham se inspirado no pioneiro U-Roy. U-Roy, que já animava o público nos bailes de rua dos sistemas de som em 1961 foi, provavelmente, foi o primeiro toaster da história, ao cantar sobre versões dub de canções populares remixadas por King Tubby. Com o passar do tempo, o jeito de cantar no estilo toasting evoluiu para o estilo deejay e, anos mais tarde, gerou o rap norte-americano (através do DJ Kool Herc, entrando em cena então a figura do MC).
As gravações com deejays se tornaram, pela primeira vez, mais importantes do que as gravações com cantores, com os deejays frequentemente gravando em novos riddims antes dos cantores. Um reflexo ao vivo dessa experiência veio mais à frente com os álbuns de sound clash que traziam deejays rivais e/ou sound systems, em uma competição que se destinava a ser apreciada por um público em algum evento, em fitas cassete que circulavam no meio underground, que documentavam a violência que saía dessas rivalidades.
Dois dos maiores deejays do início do dancehall, Yellowman e Eek-a-Mouse, escolheram o humor ao invés da violência e ambos se tornaram grandes astros. Yellowman se tornou o primeiro deejay jamaicano a assinar com uma grande gravadora americana, chegando até a um grau de popularidade na Jamaica no mesmo nível de Bob Marley. O começo dos anos 80 também viu surgir mulheres deejays, como Lady Saw, Sister Nancy e Shelly Thunder, que trouxeram uma nova dimensão às festas dancehall.
O dancehall também trouxe à tona uma nova geração de produtores. Junjo Lawes, Linval Thompson, Gussie Clarke e Jah Thomas superaram produtores que tinham dominado a cena no final dos anos 70.